# Камео гласс
Камео гласс (від камея і скло) — імітація камеї засобами склоробства.
Камея, як вид декоративного мистецтва, виникла у IV ст. до н. е. в Олександрії і набуло популярності в аристократів, які створювали особисту колекцію різьблених каменів, незважаючи на їх високу вартість. З того часу камея не втрачає своєї популярності.

## Камео гласс в античні часи

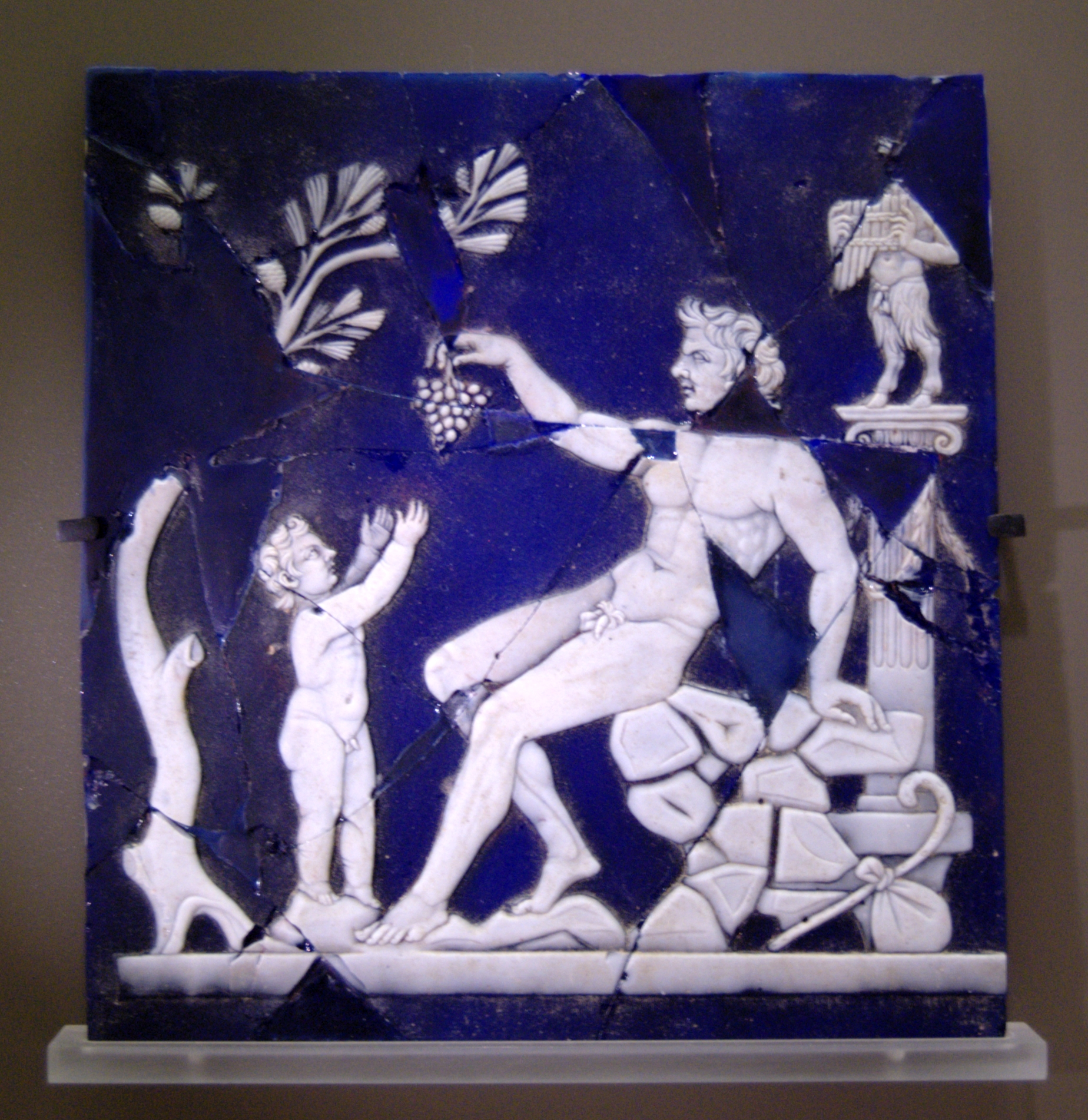
Сатир дає виноград дитині Вакха (1 ст.)

Виникнення техніки камео гласс найімовірніше пов'язане з намаганням імітувати більш трудомістку і дорогу техніку камеї. Використання скла дозволило створювати більші за розмірами вироби, яку не були обмежені величиною дорогоцінного або напівдорогоцінного каміння. Перші вироби у техніці камео гласс були зробили римляни між 25 роком до н. е. і 50 роком н. е. Невелика група посудин була зроблена римськими склоробами у IV столітті н. е. Збереглося лише декілька плиток, 12 посудин і 200 фрагментів античного камео гласс, а також невелика група камей з кольорового скла. Найзнаменитішою посудиною давньоримського камео гласс є Портлендська ваза, з колекції Британського музею.
Значно більше виробів у техніці камео гласс виготовили ісламські майстри між IX і XI ст., і китайські в кінці XVIII ст.
Посудини римського камео гласс мають всі особливості камеї: рельєфність, напівпрозорість та наявність білого силуету на темному кольоровому фоні. Створена нова технологія, яка поєднуючи декоративні особливості камеї й економічні вигоди скла, була більш зручною і швидкою у виробництві використовуючи більш дешеву сировину.
Технологія виробництва художнього скла камео гласс має свої таємниці. Хоч у всіх підручниках з історії мистецтва ця техніка називається різьбленим склом, але це не підтверджують сучасні дослідники античного скла. Дослідження у Британському музеї, показали, що у створенні творів античного камео гласс різьба не застосовувалась.

## Відродження техніки камео гласс
З часом була втрачена антична технологія виробництва камео гласс. Спроби відтворити у склі ефекту камеї не приносили успіху. У 1771 шведський хімік Карл Шеєле отримав плавикову кислоту, яка стала визначальною у гравіювання скла. Це відкриття стало основою для виробництва камео гласс.

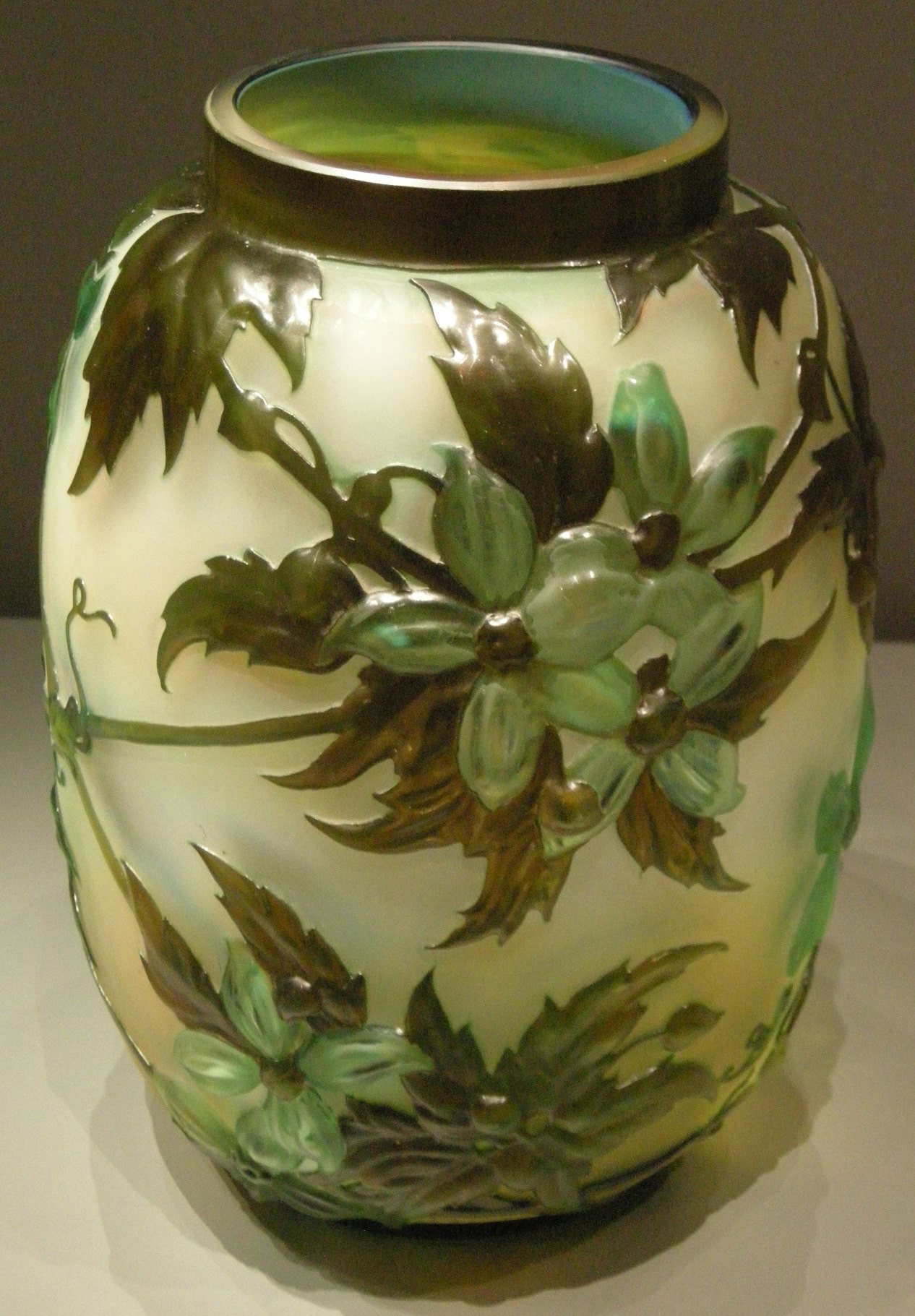
Ваза Галле у техніці камео глас (1890–1900)

Англійські склороби другої половини XIX ст. розробили свою техніка камео гласс. Білий силует на кольоровому тлі отримувався за допомогою плавикої кислоти, різець використовувався лише на кінцевому етапі. Для цього вони використовували багатошарове скло, яке було розроблено богемськими склоробами на початку XIX ст.. Зовнішній шар заготовки був білим (опал). Опалове скло імітувало агат у камеї і білий рельєф, характерний для давньоримського камео гласс. На білий шар наносився рисунок і він витравлювався плавиковою кислотою. Отриманий рельєф покривався антикислотною речовиною і наносився новий рисунок, який знову витравлювався плавиковою кислотою. Цей процес повторявся доти, поки не досягався кольоровий шар. Виготовлення виробу закінчувалося гравіруванням різцем. Виготовлення за цією технологія було дуже тривалим і небезпечним через використання кислоти.
Дальший розвиток техніки камео гласс знайшов у французькій школі Нансі, яскравим представником якої був Еміль Галле. Твори Галле мають принципову стилістичну відмінність від англійської технології: темний силует на світлому фоні замість класичного білого силуету на темному тлі. Галле також використовував плавикову кислоту. Проте у нього є твори з високим рельєфом, виконані за допомогою форми з використанням скляної пасти. Подібна технологія використовувалася римськими майстрами.